# 阮多方
阮多方（越南语：／，？—1389年），越南陈朝末期将领。
阮多方为黎季犛（即后来的胡季犛）的结义兄弟。1379年，陈睿宗在对占城的战争中阵亡，陈废帝继位。黎季犛逐渐掌握陈朝的大权，向太上皇陈艺宗推荐让阮多方担任将军。
最初，阮多方是黎季犛的重要支持者，然而后来却变成了政敌。1382年，占城国王制蓬莪亲自率军侵略清化，黎季犛率军击败了占城。这是陈朝第一次击败制蓬莪，此战使黎季犛的声望达到了顶峰。阮多方对此非常妒忌，多次在陈艺宗面前进谗，成为黎季犛的政敌。1387年，陈废帝与太尉陳𩖃合谋要杀死黎季犛，但密谋泄露。阮多方试图劝说黎季犛出逃大吏山避难。但黎季犛拒绝了他的建议，通过向进谗的方式使陈艺宗废黜了陈废帝。
1389年，占城再度入侵清化，陈艺宗派阮多方、黎季犛前去防御，被占城击败。回到昇龍后，黎季犛诬称是听信阮多方的建议才致使战败的。陈艺宗大怒，将阮多方赐死。